# Compañía de Salitres y Ferrocarril de Antofagasta
La Compañía de Salitres y Ferrocarril de Antofagasta (o CSFA) (en inglés Nitrates and Railway Company of Antofagasta) fue una empresa chilena, de capitales chilenos y británicos, que operaba negocios salitreros en la zona de Antofagasta, en el desierto de Atacama. Era una sociedad anónima cuyo domicilio societario estaba fijado en Valparaíso.

## Antecedentes
El 18 de septiembre de 1866, José Santos Ossa y Francisco Puelma lograron la adjudicación legal de la concesión de terrenos salitrales en las cercanías de la zona que sería conocida como La Chimba —posteriormente Antofagasta—, tras una solicitud enviada al gobierno boliviano. 
El 19 de marzo de 1868 se constituyó la Compañía Melbourne Clark (Melbourne Clark y Cía), tras la integración de intereses chilenos e ingleses. Esta compañía fue formada por Francisco Puelma, José Santos Ossa, Jorge Smith, Melbourne Clark, Agustín Edwards Ossandón y Gibbs & Cia. Posteriormente, el 5 de septiembre de 1868, la compañía obtuvo una ampliación de la concesión otorgada por el gobierno boliviano; esta vez por 15 años. 
En 1872 adquiere la concesión para construir un ferrocarril desde Antofagasta hasta Salinas, transformándose así en la Compañía de Salitres y Ferrocarril de Antofagasta, sucediendo en todos sus derechos a Melbourne Clark y Cía.

## La Compañía de Salitres y Ferrocarril de Antofagasta

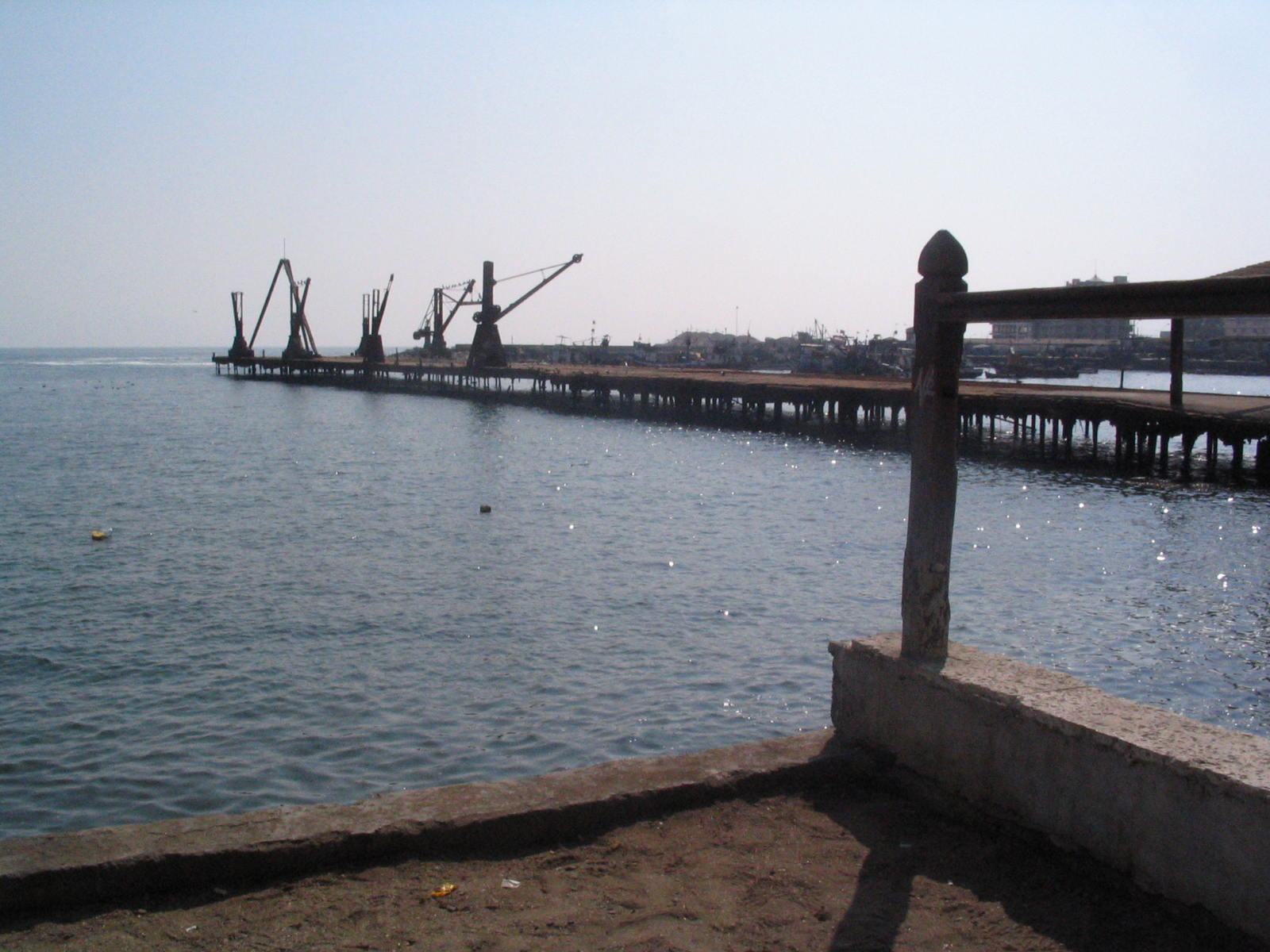
Muelle de la Compañía de Salitres y Ferrocarriles de Antofagasta, en Antofagasta.

La Compañía de Salitres y Ferrocarril de Antofagasta era una sociedad anónima, con domicilio societario en el puerto de Valparaíso. Sus accionistas fundadores fueron los chilenos Agustín Edwards Ossandón, Francisco Puelma y la británica Gibbs & Cia. José Santos Ossa no participó en ella pues tenía otros planes de negocios mineros. Hacia 1878 su gerente era el británico George Hicks.
Tenía un capital nominal, en pesos chilenos de la época, de $ 2 500 000, dividido en 2500 acciones de $ 1000. Su principal accionista era el chileno Agustín Edwards con el 42,16% del capital accionario (1054 acciones), mientras que la Casa Gibbs solo poseía el 29% de las acciones.
El 27 de noviembre de 1873, la Compañía de Salitres y Ferrocarril de Antofagasta firmó un contrato con el gobierno de Bolivia, que le autorizaba desde ese momento a la explotación del mineral libre de derechos por 15 años, desde la bahía de Antofagasta hasta Salinas, incluyendo el Salar del Carmen. Sin embargo, internamente el Congreso de Bolivia retrasó su ratificación, pues se encontraba analizando las negociaciones con Chileque darían por resultado el tratado de límites de 1874. Mientras tanto, también en 1873 Bolivia se encontraría firmando un Pacto Secreto de defensa con Perú.

## Detonante en la Guerra del Pacífico
En 1874 las repúblicas de Chile y Bolivia suscribieron su nuevo tratado de límites, en reemplazo del tratado anterior de 1866. Dentro de sus puntos estaba la obligación de no imponer nuevos tributos a las personas, industrias y capitales chilenos durante 25 años. El artículo IV de este tratado de límites explicitaba la siguiente condición: 

"Los derechos de exportación que se impongan sobre los minerales exportados en la zona de terreno de que hablan los artículos precedentes, no excederán la cuota de la que actualmente se cobra, y las personas, industrias y capitales chilenos no quedarán sujetos a más contribuciones de cualquiera clase que sean que las que al presente existen. La estipulación contenida en este artículo durará por el término de veinticinco años".
Tratado de límites entre Bolivia y Chile de 1874

Este tratado y todas sus partes y artículos fueron ratificados por la asamblea boliviana el primero de noviembre de 1874. Pero para el Gobierno boliviano de Hilarión Daza, el contrato con la compañía de 1873 no se encontraba vigente porque el congreso aún no lo había ratificado, según indicaría la constitución boliviana:

Artículo 71°.- Son atribuciones del Poder Ejecutivo: 24. Celebrar concordatos, y tratados de paz, amistad, comercio y cualesquiera otros, con aprobación de la Asamblea.
Bolivia: Constitución política de 1871 

En 1878, a cuatro años del nuevo tratado de límites, la Asamblea Nacional Constituyente boliviana se abocó finalmente al estudio del acuerdo entre el gobierno con la compañía chilena de 1873. Decidió ratificar el contrato solo si se pagaba un impuesto de 10 centavos sobre quintal de salitre exportado de territorio boliviano, lo que suponía un pago de impuestos inesperado para la compañía y acumulado por sus años de actividad. La CSFA pidió ayuda al gobierno chileno, quien finalmente consideró la decisión como una violación del artículo IV del tratado de 1874. Al no ser capaz la compañía de pagar ese impuesto el Gobierno boliviano decretó el embargo y remate de la salitrera y todo su capital, lo que es reconocido históricamente como el casus belli de la Guerra del Pacífico.